# 폴크스 망원경 노스
 폴크스 망원경 노스는 리버풀 망원경의 클론으로 미국 하와이에 있는 할레아칼라 전망대에 있다. 또한 폴크스 망원경 노스는 2 미터 (79 in) f/10 리셰-크레티앵 망원경이다.
폴크스 망원경 노스는 라스 컴브레스 천문대 글로벌 망원경 네트워크(LCOGTN)의 파트너인 폴크스 망원경 프로젝트(Faulkes Telescopes Project)에 의해 소유 및 운영 되고 있다. 이 망원경과 그리고 자매 망원경인 폴크스 망원경 사우스는 전 세계적으로 연구와 교육 목적의 그룹들에 의해 이용된다. 폴크스 망원경 프로젝트는 영국의 학교들에서 진행하는 교육 프로젝트과 아마추어 천문학자들을 위해 다양한 망원경과 관측 시간을 제공하고 있다.
2013년, 폴크스 망원경 노스로 폐기된 허셸 우주망원경을 촬영하였다.

## 같이 보기
- 전세계 거대 광학 반사 망원경 목록
- 폴크스 망원경 사우스
- 리버풀 망원경